# Lula (Sardinien)
Lula ist eine italienische Gemeinde in der Provinz Nuoro in der Region Sardinien mit 1242 Einwohnern (Stand 31. Dezember 2023).
Lula liegt 36 km nordöstlich von Nuoro.
Die Nachbargemeinden sind: Bitti, Dorgali, Irgoli, Loculi, Lodè, Onani, Orune und Siniscola.

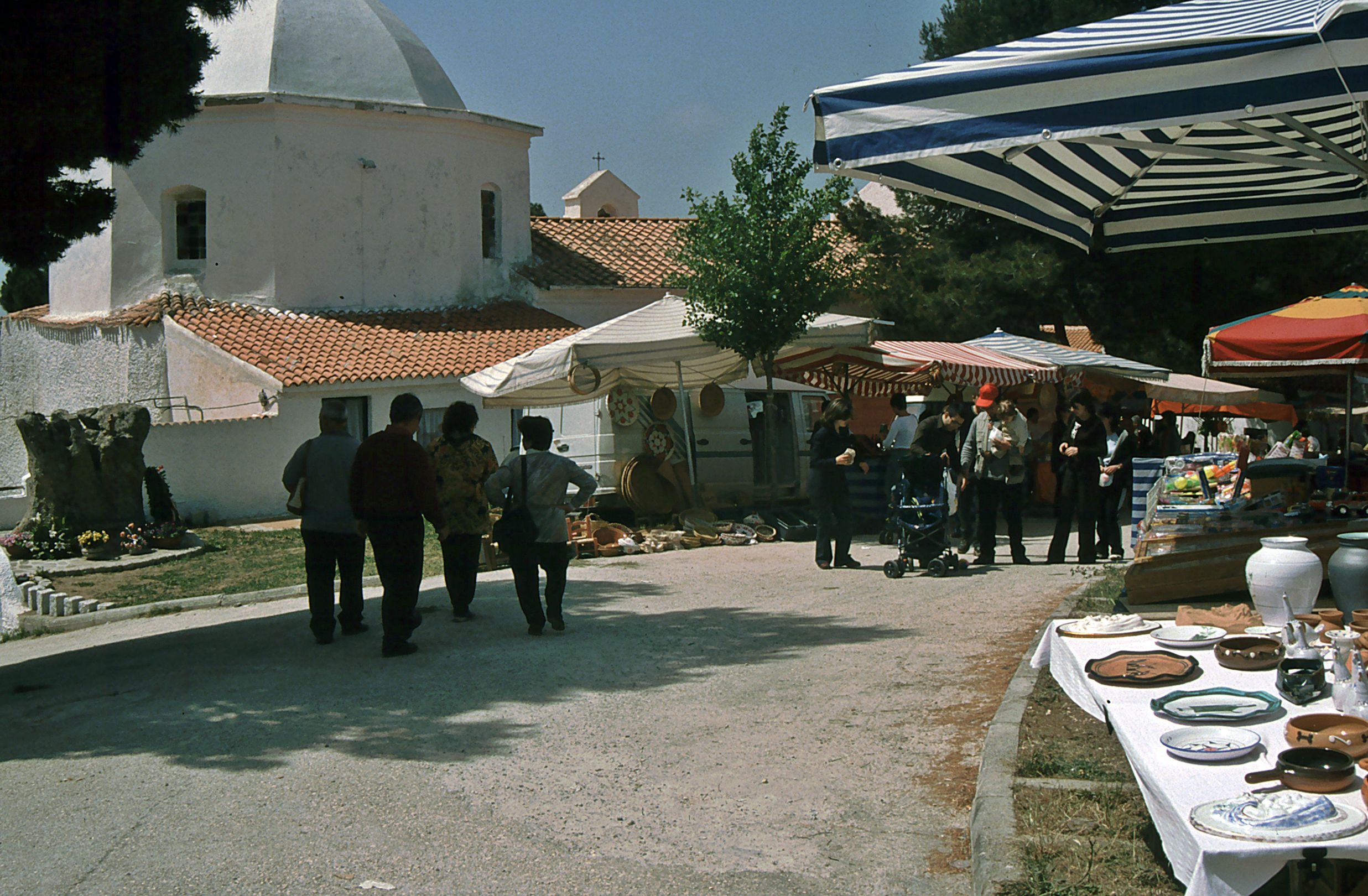
Lula: Sagra di San Francesco

Das Hirtendorf liegt unterhalb der beiden höchsten Spitzen des Monte-Albo-Massivs (1127 m) und war schon in der Jungsteinzeit besiedelt, was zahlreiche Nuraghen und Domus de Janas in der Umgebung zeigen. Auch das Museumsbergwerk Sos Enattos und weitere stillgelegte Bergwerkstätten, in denen früher Bleiglanz gefördert wurde, sind in der Nähe zu besichtigen.

Recht bekannt ist der Ort wegen seiner neuntägigen Wallfahrt Sagra di San Francesco di Lula Anfang Mai. Die Gläubigen pilgern zur San-Francesco-Kirche auf den Monte Creia hinauf. Dort werden sie von den ehrenamtlich tätigen „priores“ mit der kräftigen Suppe „su filineddu“ versorgt, einer Schafsbrühe mit Pecorino. Während der neun Tage finden jedoch nicht nur Messen, sondern auch Geselligkeiten (Wettbewerbe, Chorsingen, Tänze, Kunstgewerbemärkte) statt. Das Fest geht schließlich mit einem üppigen Mahl im Freien zu Ende.